# Traute Carlsen
Traute Carlsen (* 16. Februar 1887 in Dresden; † 22. November 1968 in Küsnacht, Zürich, Schweiz; gebürtig Gertrud Rosalie Kempner) war eine deutsche Schauspielerin.

## Leben
Carlsen besuchte die Schauspielschule des Deutschen Theaters in Berlin und gab ihr Debüt 1907 am Hof- und Nationaltheater Mannheim. 1910 kam sie an das Komödienhaus in Frankfurt am Main, 1912 an das Kleine Theater in Berlin.
In Produktionen der Duskes-Film und der Imperator-Film stand sie ab 1913 in Melodramen als Hauptdarstellerin vor der Kamera. Nach Kriegsende wandte sie sich aber wieder verstärkt dem Theater zu und gelangte über Frankfurt an das Wiener Burgtheater. 1927 wechselte Carlsen, die seit 1924 mit Viktor Gerber verheiratet war, an das Schauspielhaus Zürich.
Gelegentlich gastierte sie in Berlin und übernahm wieder kleinere Filmrollen. Zuletzt war sie 1932/33 an der Komischen Oper zu sehen. Sie agierte 1933/34 auch noch in Wien am Theater in der Josefstadt. Nach der Machtübernahme der Nationalsozialisten 1933 blieb die jüdischstämmige Carlsen endgültig in der Schweiz und trat vor allem am Schauspielhaus in Zürich auf. Dort war sie 1954 als Priesterin in Penthesilea und 1955 als Betty in Mein Freund Harvey zu sehen. Ihr Fach war das der eleganten Dame von Welt.
Beim Schweizer Film übernahm sie einige kleinere Rollen, außerdem arbeitete sie für Radio Bern und das Schweizer Fernsehen. Sie war vorübergehend mit Regisseur Karlheinz Martin (1886–1948) und Schauspieler Karl Forest (geborener Obertimpfler, 1874–1944) verheiratet. 1956 schrieb sie sich Traute Carlsen-Obertimpfler. 1959 wurde sie mit dem Hans-Reinhart-Ring ausgezeichnet.

## Filmografie
- 1913: Der Leidensweg einer liebenden Frau
- 1913: In der Dämmerung
- 1913: Die Spinne
- 1914: Im Schützengraben
- 1914: Der zwölfjährige Kriegsheld
- 1915: Im Feuer der Schiffskanonen
- 1915: Manya, die Türkin
- 1916: Ihr bester Schuß
- 1919: Der Schriftmagier
- 1920: ...die da sterben, wenn sie lieben... (Kurzfilm)
- 1921: Dr. Hallin (Gehirne)
- 1922: Das Spielzeug des Satans
- 1922: Brüder im Schicksal / Sündige Liebe
- 1925: Das Spielzeug von Paris
- 1927: Liebeshandel
- 1927: Frau Sopherl vom Naschmarkt (Ballettmädels)
- 1932: Das erste Recht des Kindes
- 1932: Marschall Vorwärts
- 1933: Wie d’Warret würkt
- 1934: Salto in die Seligkeit (Ein Sonntag im Sommer in Wien)
- 1935: Jä-soo!
- 1940: De acht Schwyzer
- 1941: De Wyberfind[3]
- 1943: Das Leben beginnt (Matura-Reise)
- 1952: Heidi
- 1955: Heidi und Peter
- 1957: Kolportage
- 1957: Die Zürcher Verlobung
- 1958: Es geschah am hellichten Tag
- 1960: Das Haus voller Rätsel (Fernsehfilm)
- 1963: Eine Dummheit macht auch der Gescheiteste (Fernsehfilm)
- 1966: Das Haus auf der Insel (Fernsehfilm)

## Hörspiele
- 1957: Passagiere – Regie: Gert Westphal
- 1960: Maigret und die Bohnenstange (nach Georges Simenon) – Regie: Gert Westphal
- 1964: Die Großmutter (nach Georges Simenon) – Regie: Gert Westphal